# Katharina Wöppermann

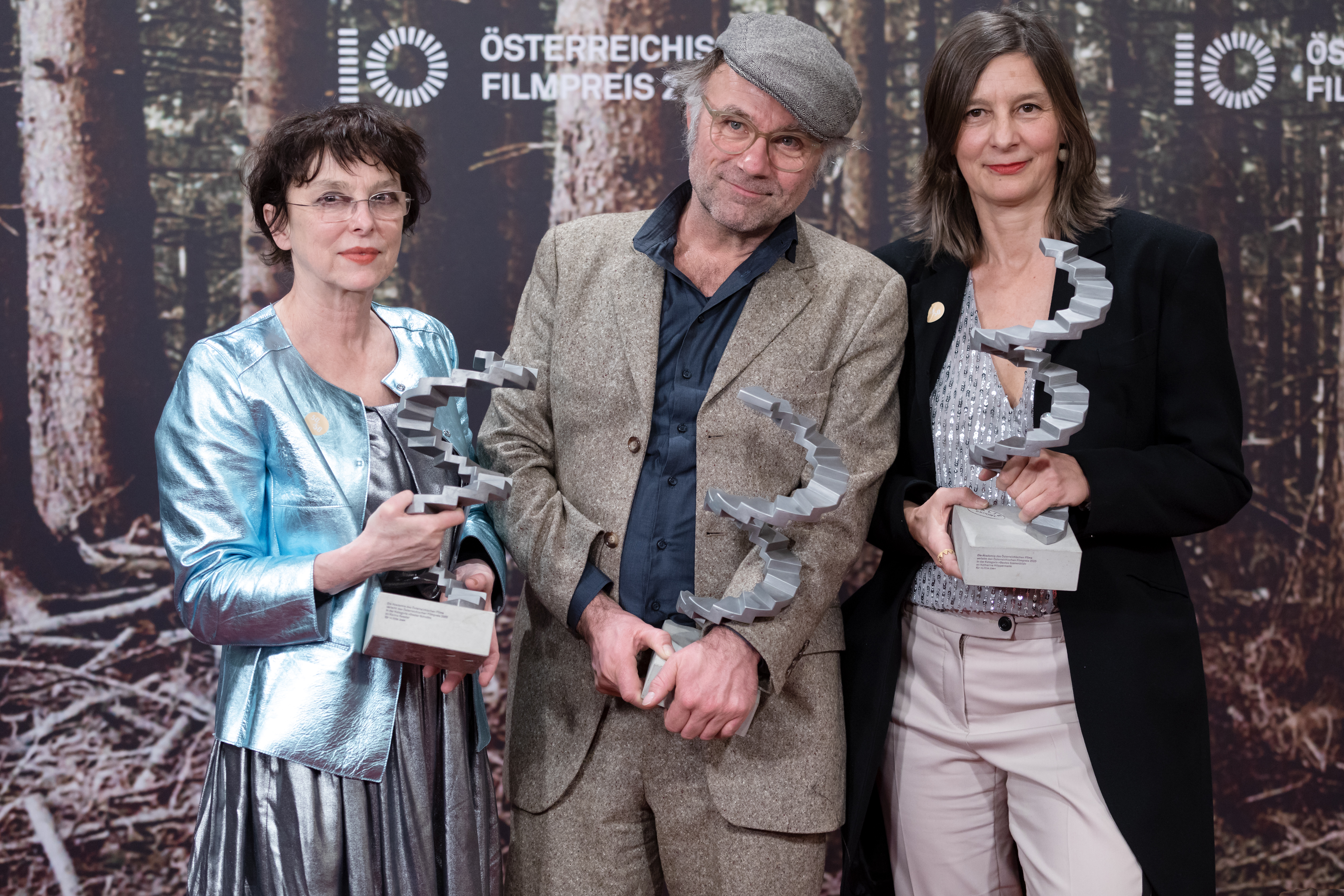
Katharina Wöppermann (rechts, 2020)

Katharina Wöppermann, auch Katharina Mayer-Wöppermann, (* 1962 in Wien) ist eine österreichische Bühnen- und Szenenbildnerin.

## Leben
Katharina Wöppermann studierte an der Akademie der bildenden Künste Wien Bühnenbild, das Studium schloss sie 1986 als Magistra ab. Seit 1983 ist sie als freischaffende Kostüm- und Szenenbildnerin tätig, unter anderem arbeitete sie wiederholt mit den Regisseurinnen Barbara Albert und Jessica Hausner sowie Regisseur Götz Spielmann zusammen. Als Bühnen- und Kostümbildnerin war sie beispielsweise bei den Bregenzer Festspielen und den Raimundspielen Gutenstein tätig.
Ab Mitte der 1990er-Jahre war sie über 20 Jahre Lehrbeauftragte für Film, Fernsehen und Video an der Universität für Musik und darstellende Kunst Graz am Institut für Bühnengestaltung. Bei den FrauenFilmTagen 2015 wurde sie mit einer „Personale“ geehrt. Katharina Wöppermann ist Mitglied der Akademie des Österreichischen Films, FC Gloria und im Verband Österreichischer FilmausstatterInnen (VÖF).

## Filmografie (Auswahl)
- 1984: Kolp
- 1985: Der Krieg meines Vaters
- 1987: Drachenfutter
- 1993: Die Lok
- 1994: Auf Wiedersehen Amerika
- 1994: Schwarze Tage
- 1994: Höhenangst
- 1996: Tempo
- 1997: Spurensuche
- 1998: Das Trio
- 1998: Fette Welt
- 1999: Fink fährt ab
- 1999: Nordrand
- 2000: Abschied. Brechts letzter Sommer
- 2001: Lovely Rita
- 2001: Spiel im Morgengrauen
- 2001: Der Schuss
- 2003: Böse Zellen
- 2004: Hotel
- 2004: Antares
- 2006: Klimt
- 2006: Fallen
- 2006: Mord auf Rezept
- 2007: Immer nie am Meer
- 2009: Ein halbes Leben
- 2009: Lourdes
- 2009: Women Without Men
- 2009: Der Fall des Lemming
- 2009: Geliebter Johann Geliebte Anna
- 2010: Schatten der Erinnerung
- 2011: Tatort: Lohn der Arbeit
- 2011: Nur der Berg kennt die Wahrheit
- 2012: Oktober November
- 2012: Grenzgänger
- 2012: Der Fall Wilhelm Reich
- 2013: Finsterworld
- 2014: Amour fou
- 2015: Drei Eier im Glas
- 2015: Outside the Box
- 2016: Maikäfer flieg
- 2017: Licht
- 2018: Murer – Anatomie eines Prozesses
- 2019: Little Joe – Glück ist ein Geschäft
- 2020: Hochwald
- 2020: Landkrimi – Das Mädchen aus dem Bergsee
- 2021: Monte Verità – Der Rausch der Freiheit
- 2023: Landkrimi – Der Tote in der Schlucht
- 2024: Die Herrlichkeit des Lebens

## Auszeichnungen
- 1997: Femina-Filmpreis im Rahmen des Filmfestival Max Ophüls Preis für die Ausstattung von Tempo
- 2004: Internationale Hofer Filmtage – Szenographie-Preis für das Szenenbild von Antares[7]
- 2011: Österreichischer Filmpreis 2011 – Auszeichnung in der Kategorie Bestes Szenenbild für Women Without Men
- 2012: Diagonale-Preis Filmdesign – Bestes Kostümbild für Stillleben
- 2018: Österreichischer Filmpreis 2018 – Auszeichnung in der Kategorie Bestes Szenenbild  für Licht
- 2020: Österreichischer Filmpreis 2020 – Auszeichnung in der Kategorie Bestes Szenenbild für Little Joe[10]
- 2020: Diagonale-Preis Szenenbild – Bestes Szenenbild für Little Joe

## Nominierungen
- Österreichischer Filmpreis – Kategorie Bestes Szenenbild
  - 2014 für Der Fall Wilhelm Reich
  - 2015 für Amour fou
  - 2022 für Monte Verità – Der Rausch der Freiheit
  - 2024 für Sisi & Ich[11]
  - 2025 für  Die Herrlichkeit des Lebens[12]